# Ernst Wiehe
Johann Karl Ernst Wiehe (* 17. November 1842 in Braunschweig; † 1. August 1894 in Reichenhall) war ein deutscher Architekt und braunschweigischer Baubeamter.

## Leben und Werk
Der aus einer Bauhandwerkerfamilie stammende Wiehe absolvierte das Realgymnasium in seiner Heimatstadt und studierte von 1858 bis 1861 am Collegium Carolinum. Er wurde Mitarbeiter des Stadtbaurats Carl Tappe, den er bei der Renovierung der mittelalterlichen Brüdernkirche unterstützte. Nach Abschluss der Ersten Staatsprüfung im Jahre 1864 ging Wiehe von 1865 bis 1866 nach Wien, um an der Akademie der bildenden Künste bei Dombaumeister Friedrich von Schmidt (1825–1891) gotische Baukunst zu studieren. Der Studienaufenthalt war prägend für seine Zuwendung zur mittelalterlichen, insbesondere gotischen Baukunst. Nach Braunschweig zurückgekehrt, legte er 1866 die Zweite Staatsprüfung (Baumeisterprüfung) ab.
Wiehe war seit 1869 mit Luise, geb. Vetterlein, verheiratet, mit der er sechs Kinder hatte. Er starb 1894 in Reichenhall.
Sein Nachfolger in der Baudirektion wurde Baurat Hans Pfeifer.

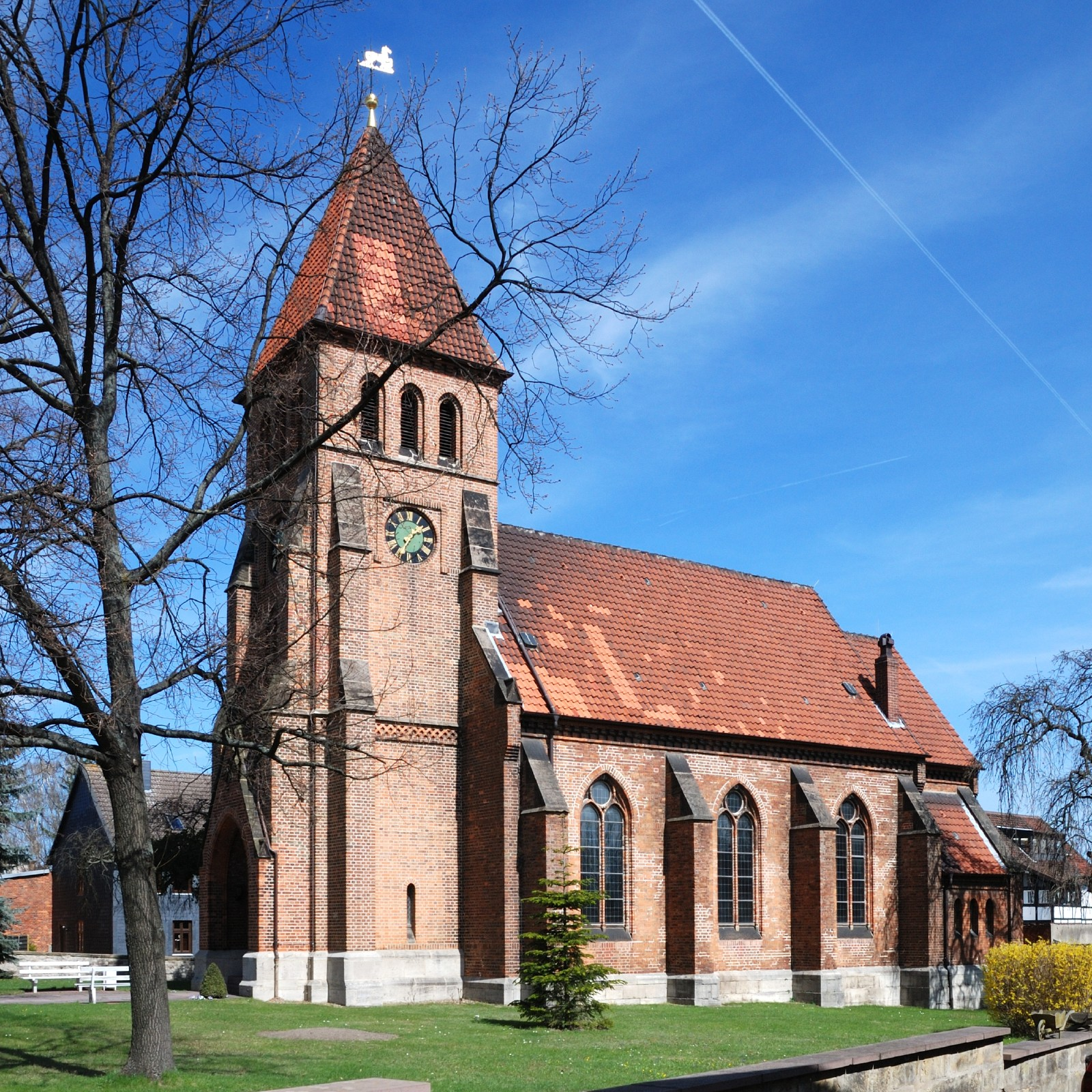
St-Petri-Kirche in Rüningen

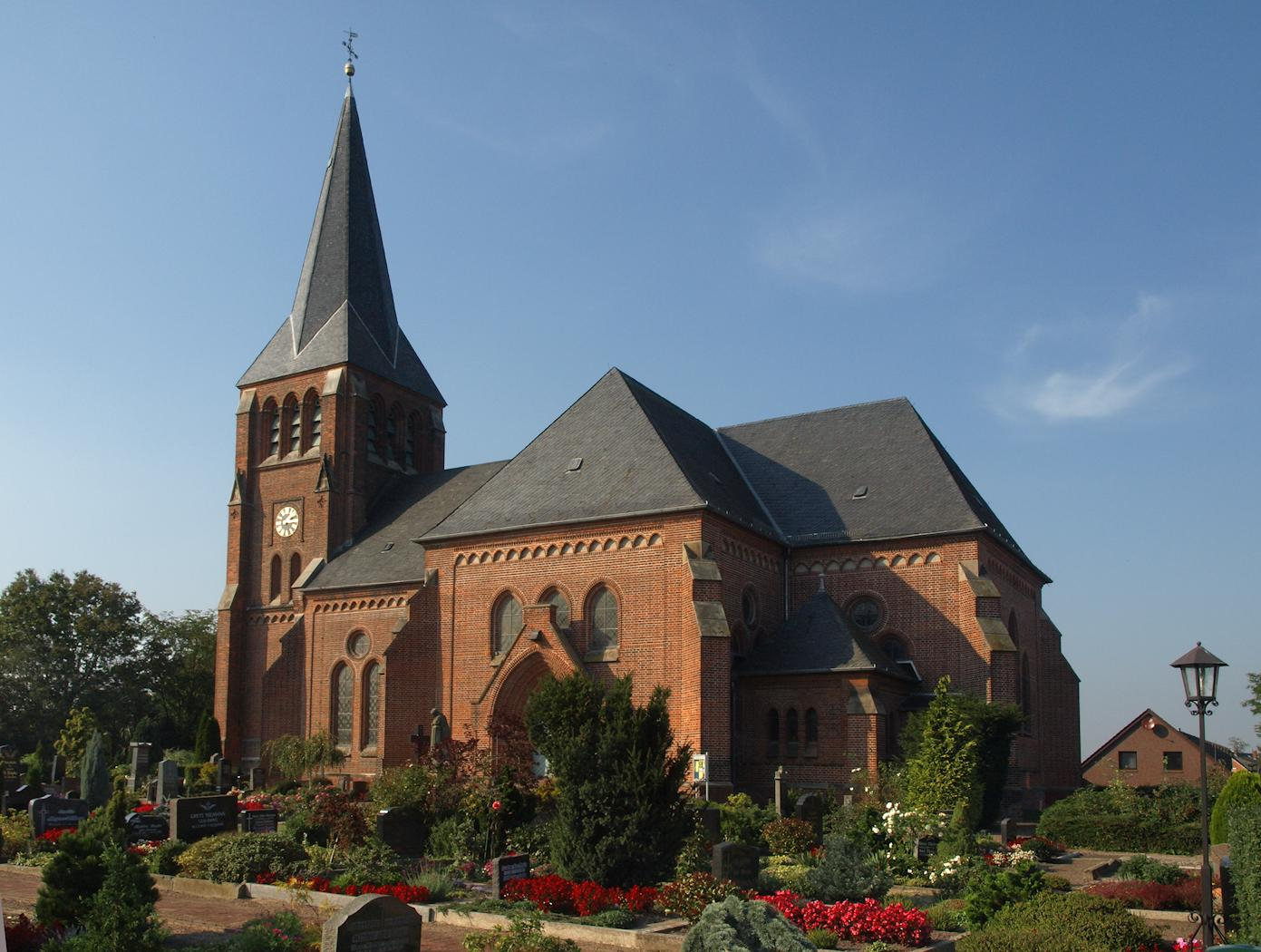
Kirche St. Cosmas und Damian in Lunsen

### Herzoglicher Kreisbaumeister
Im Jahre 1867 beauftragte ihn die Kreisdirektion Braunschweig mit dem Bau der Kirche in Thedinghausen.
Von 1869 bis 1872 arbeitete Wiehe als Baukondukteur im Sekretariat der Herzoglichen Baudirektion, bevor er 1873 als Nachfolger Friedrich Maria Krahes zum Kreisbaumeister ernannt wurde. Er entwarf 1874 die neugotischen Kirchen in Rüningen und Lunsen, die als Vorbild für weitere ländliche Kirchenbauten dienten. Seit 1876 war Wiehe für die Restaurierung der ehemaligen Klosterkirchen des Landes zuständig. So wurden unter anderem die Klosterkirche Riddagshausen und die Stiftskirche Königslutter restauriert.

### Baurat in der Herzoglichen Baudirektion
1877 wurde Wiehe zum Baurat ernannt und zum stimmberechtigten Mitglied nicht nur der Herzoglichen Baudirektion, sondern zugleich auch des Konsistoriums bestellt. Da er so in staatlichem wie kirchlichem Auftrag handeln konnte, war es ihm möglich, eine einheitliche Gestaltung und Förderung des Kirchen- und Schulbauwesen im Herzogtum Braunschweig vorzunehmen. Seine Grundidee war, für jeden Gebäudetyp variationsfähige Grundmodelle zu schaffen, die an die jeweiligen Verhältnisse angepasst werden konnten. Dies war notwendig geworden, weil zum Ausgang des 19. Jahrhunderts die  Bevölkerungszahl je nach örtlicher industrieller Ansiedlung unterschiedlich schnell zunahm. Seine Planungsrichtlinien, oft nur in Form von Skizzen ausgeführt, ließen den Baubeamten in den sieben landesweit verteilten Herzoglichen Hochbauinspektionen aber genügend  Gestaltungsspielraum. Die Projektierung und Ausführung der neuen Schul- und Kirchenbauten entsprach so den praktischen Bedürfnissen und zugleich auch den ästhetischen Vorstellungen seiner Zeit.

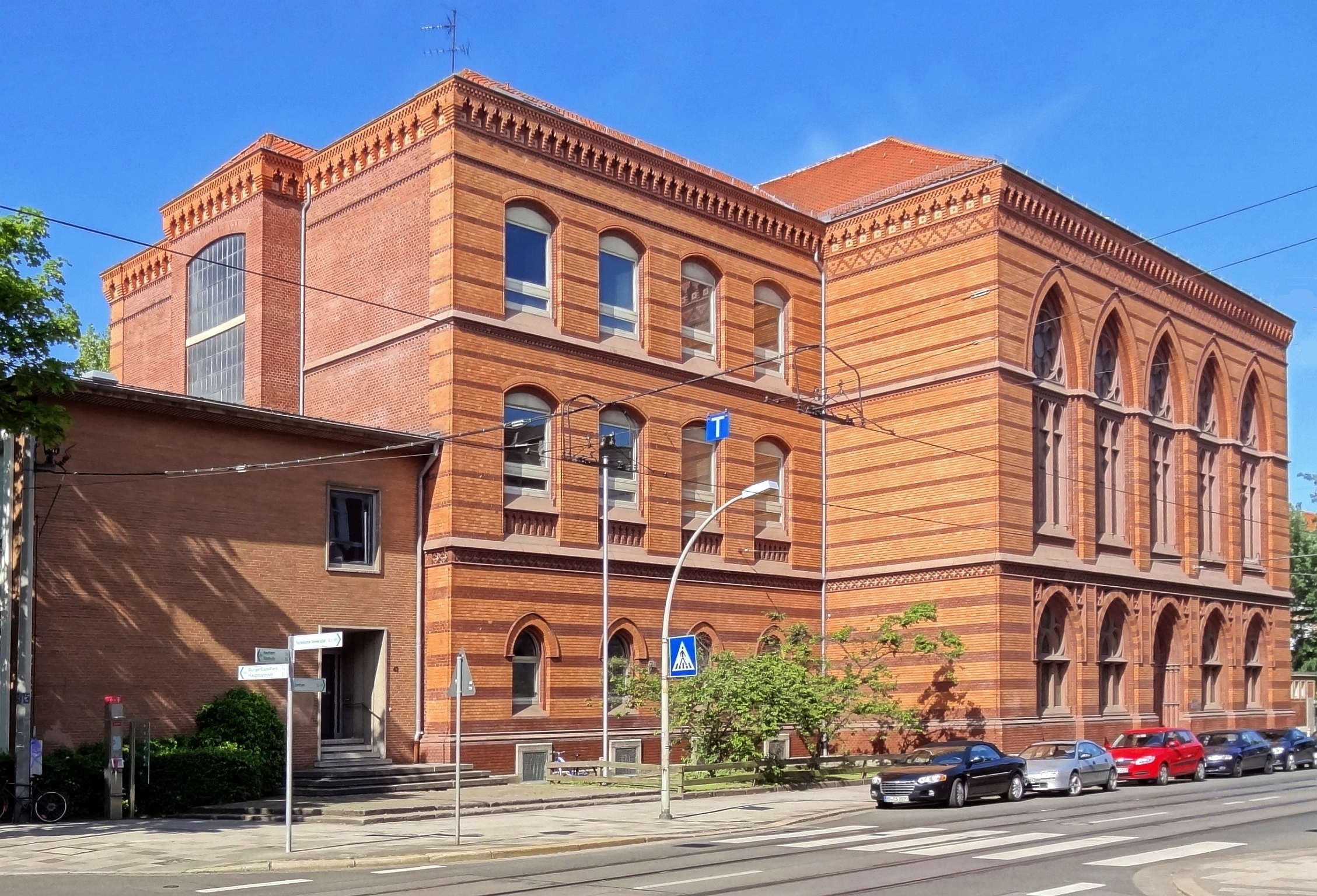
Wilhelm-Gymnasium, Leonhardstraße 63

### Restaurierung des Braunschweiger Domes
Wiehes Lebenswerk wurde die Restaurierung des Braunschweiger Domes, die er seit 1876 in mehreren Abschnitten, teilweise gemeinsam mit August Essenwein (1831–1892), durchführte. Die Ausstattung wurde in romanischen Formen wiederhergestellt. Zwischen 1889 und 1891 wurden die von ihm entworfene neuromanische Sakristei und die Taufkapelle am südlichen Querarm errichtet.

### Weitere Bauten in Braunschweig
Im Jahre 1883 wurde der Neubau des Marienstiftes an der Helmstedter Straße eröffnet. Das Neue Gymnasium, seit 1906 Wilhelm-Gymnasium, wurde 1885 eingeweiht. Er entwarf das Finanzbehördenhaus (heute Nord/LB) in der Dankwardstraße und die 1876 eingeweihte Herberge zur Heimat an der Juliusstraße. Sie wurde 1971 wegen Baufälligkeit abgerissen.